# De God van Nederland
De God van Nederland was een onafhankelijk literair-cultureel-satirisch kwartaalblad.
Het blad verscheen tussen september 2011 en december 2019 onder redactie van Bob Polak en Vic van de Reijt. De redactie sluit niet uit dat er nog eens een nummer verschijnt indien daar een aanleiding toe is. Om verwarring met zijn werk als uitgever bij Nijgh & Van Ditmar te voorkomen opereerde Van de Reijt bij De God van Nederland onder de naam Frederik van der Kamp. De God van Nederland was een particuliere uitgave van beiden.
Volgens de redactie stond het blad haaks op de huidige tijdgeest. In het eerste nummer bepaalden Polak en Van der Kamp via 'De Tien Geboden' hun positie. Hun blad eerde zijn 'helden' Nescio, Willem Elsschot, Willem Frederik Hermans en Karel van het Reve. De God van Nederland benoemde domheid en bestreed gelijkvormigheid en beschouwde democratie als de gesel van de creativiteit.

## Medewerkers
Aan De God van Nederland werkte een reeks gerenommeerde publicisten mee: 
- de fotografen Ferry André de la Porte, Edo Landwehr en Willem Popelier;
- de tekenaars Dirk Baartse, Wilma de Bock, Herwolt van Doornen, Don Englander, Lies Kindt, Gabriël Kousbroek, Elisa Pesapane, Barbara Stok en Siegfried Woldhek;
- Nescio-specialist Lieneke Frerichs, Elsschot-biograaf Vic van de Reijt, en de Hermans-specialisten Rob Delvigne en Bob Polak;
- de filmproducent San Fu Maltha;
- de cabaretier Jeroen van Merwijk;
- de journalisten Frits Abrahams, Raymond van den Boogaard, Arie Storm en Corrie Verkerk;
- jonge schrijvers als Renske Jonkman, Oscar Kocken en Fanny van de Reijt;
- theatermakers Jeroen van Merwijk en Felix Strategier;
- de dichter Jean Pierre Rawie;
- de essayisten Solange Leibovici, Ad van Liempt en Herman Vuijsje;
- de beeldend kunstenaars Maureen Bachaus, Rob van Hemert en Anthonie Sas;
- de publicisten C.J. Aarts en Stijn van Diemen;
- de vormgevers Yolanda Huntelaar, Huug Schipper en Piet Schreuders.